# Pattonomys occasius
Pattonomys occasius és una espècie de mamífer rosegador de la família de les rates espinoses. Viu a l'est de l'Equador i l'oest del Perú. Es tracta d'un animal arborícola del qual a data de 2015 s'han trobat menys de deu exemplars. El seu hàbitat natural són els boscos de plana i, possiblement, montans. Es desconeix si hi ha cap amenaça significativa per a la supervivència d'aquesta espècie.